# Музей Прованса
Музей Прованса (фр. Musée Regards de Provence) — это музей, созданный в Марселе в 2013 г. 'Фондом Regards de Provence' в бывшей санитарной станции порта Марсель.

## Коллекция
Коллекция музея создана на основе частных собраний меценатов и состоит из 850 произведений искусства от Нового времени до современности, объединённых для расширения культурного наследия Марселя, Прованса и Средиземноморья.

## Галерея
- Санитарная станция до ее архитектурной реконструкции в 2013 г.
- Фасад музея 2017 г.
- Один из залов музея Прованса в Марселе
- Луиз Франсуа Готье. Провинциалка на кухне, 1879